# Drury Ridge
Drury Ridge är en bergstopp i Antarktis. Den ligger i Västantarktis. Argentina, Chile och Storbritannien gör anspråk på området. Toppen på Drury Ridge är 1 191 meter över havet, eller 184 meter över den omgivande terrängen. Bredden vid basen är 3,6 km.
Terrängen runt Drury Ridge är kuperad söderut, men norrut är den platt. Trakten är obefolkad. Det finns inga samhällen i närheten. 